# 6e étape du Tour de France 2016
Pour un article plus général, voir Tour de France 2016.
La 6e étape du Tour de France 2016 se déroule le jeudi 7 juillet 2016 entre Arpajon-sur-Cère et Montauban sur une distance de 190,5 kilomètres.

## Résultats

### Classement de l'étape
| \| Classement de l'étape \| Classement de l'étape \| Classement de l'étape \| Classement de l'étape \| Classement de l'étape \| \| Coureur \| Coureur \| Pays \| Équipe \| Temps \| \| --------------------- \| --------------------- \| --------------------- \| -------------------------- \| --------------------- \| \| 1er \| Mark Cavendish \| Royaume-Uni \| Dimension Data \| 4 h 43 min 48 s \| \| 2e \| Marcel Kittel \| Allemagne \| Etixx-Quick Step \| + 0 s \| \| 3e \| Daniel McLay \| Royaume-Uni \| Fortuneo-Vital Concept \| + 0 s \| \| 4e \| Alexander Kristoff \| Norvège \| Katusha \| + 0 s \| \| 5e \| Christophe Laporte \| France \| Cofidis, Solutions Crédits \| + 0 s \| \| 6e \| Peter Sagan \| Slovaquie \| Tinkoff \| + 0 s \| \| 7e \| Dylan Groenewegen \| Pays-Bas \| LottoNL-Jumbo \| + 0 s \| \| 8e \| Edward Theuns \| Belgique \| Trek-Segafredo \| + 0 s \| \| 9e \| Bryan Coquard \| France \| Direct Énergie \| + 0 s \| \| 10e \| Shane Archbold \| Nouvelle-Zélande \| Bora-Argon 18 \| + 0 s \| |                    |                  |                            |                 |
| |                    |                  |                            |                 |
| Source : ProCyclingStats |                    |                  |                            |                 |
| Classement de l'étape |                    |                  |                            |                 |
| Coureur | Coureur            | Pays             | Équipe                     | Temps           |
| 1er | Mark Cavendish     | Royaume-Uni      | Dimension Data             | 4 h 43 min 48 s |
| 2e | Marcel Kittel      | Allemagne        | Etixx-Quick Step           | + 0 s           |
| 3e | Daniel McLay       | Royaume-Uni      | Fortuneo-Vital Concept     | + 0 s           |
| 4e | Alexander Kristoff | Norvège          | Katusha                    | + 0 s           |
| 5e | Christophe Laporte | France           | Cofidis, Solutions Crédits | + 0 s           |
| 6e | Peter Sagan        | Slovaquie        | Tinkoff                    | + 0 s           |
| 7e | Dylan Groenewegen  | Pays-Bas         | LottoNL-Jumbo              | + 0 s           |
| 8e | Edward Theuns      | Belgique         | Trek-Segafredo             | + 0 s           |
| 9e | Bryan Coquard      | France           | Direct Énergie             | + 0 s           |
| 10e | Shane Archbold     | Nouvelle-Zélande | Bora-Argon 18              | + 0 s           |

### Points attribués
| Sprint intermédiaire Montbazens (km 77,5) | Sprint intermédiaire Montbazens (km 77,5) | Sprint intermédiaire Montbazens (km 77,5) | Sprint intermédiaire Montbazens (km 77,5) | Sprint intermédiaire Montbazens (km 77,5) |
| ----------------------------------------- | ----------------------------------------- | ----------------------------------------- | ----------------------------------------- | ----------------------------------------- |
|                                           | Coureur                                   | Pays                                      | Équipe                                    | Point(s)                                  |
| 1er                                       | Jan Bárta                                 | Tchéquie                                  | Bora-Argon 18                             | 20                                        |
| 2e                                        | Yukiya Arashiro                           | Japon                                     | Lampre-Merida                             | 17                                        |
| 3e                                        | Bryan Coquard                             | France                                    | Direct Énergie                            | 15                                        |
| 4e                                        | Michael Matthews                          | Australie                                 | Orica-BikeExchange                        | 13                                        |
| 5e                                        | Peter Sagan                               | Slovaquie                                 | Tinkoff                                   | 11                                        |
| 6e                                        | Marcel Kittel                             | Allemagne                                 | Etixx-Quick Step                          | 10                                        |
| 7e                                        | Edward Theuns                             | Belgique                                  | Trek-Segafredo                            | 9                                         |
| 8e                                        | Mark Cavendish                            | Royaume-Uni                               | Dimension Data                            | 8                                         |
| 9e                                        | Fabio Sabatini                            | Italie                                    | Etixx-Quick Step                          | 7                                         |
| 10e                                       | Maximiliano Richeze                       | Argentine                                 | Etixx-Quick Step                          | 6                                         |
| 11e                                       | Tony Martin                               | Allemagne                                 | Etixx-Quick Step                          | 5                                         |
| 12e                                       | Bernhard Eisel                            | Autriche                                  | Dimension Data                            | 4                                         |
| 13e                                       | Petr Vakoč                                | Tchéquie                                  | Etixx-Quick Step                          | 3                                         |
| 14e                                       | Julien Vermote                            | Belgique                                  | Etixx-Quick Step                          | 2                                         |
| 15e                                       | Lars Bak                                  | Danemark                                  | Lotto-Soudal                              | 1                                         |
| modifier                                  |                                           |                                           |                                           |                                           |

| Arrivée d'étape Montauban (km 190,5) | Arrivée d'étape Montauban (km 190,5) | Arrivée d'étape Montauban (km 190,5) | Arrivée d'étape Montauban (km 190,5) | Arrivée d'étape Montauban (km 190,5) |
| ------------------------------------ | ------------------------------------ | ------------------------------------ | ------------------------------------ | ------------------------------------ |
|                                      | Coureur                              | Pays                                 | Équipe                               | Point(s)                             |
| 1er                                  | Mark Cavendish                       | Royaume-Uni                          | Dimension Data                       | 50                                   |
| 2e                                   | Marcel Kittel                        | Allemagne                            | Etixx-Quick Step                     | 30                                   |
| 3e                                   | Daniel McLay                         | Royaume-Uni                          | Fortuneo-Vital Concept               | 20                                   |
| 4e                                   | Alexander Kristoff                   | Norvège                              | Katusha                              | 18                                   |
| 5e                                   | Christophe Laporte                   | France                               | Cofidis                              | 16                                   |
| 6e                                   | Peter Sagan                          | Slovaquie                            | Tinkoff                              | 14                                   |
| 7e                                   | Dylan Groenewegen                    | Pays-Bas                             | Lotto NL-Jumbo                       | 12                                   |
| 8e                                   | Edward Theuns                        | Belgique                             | Trek-Segafredo                       | 10                                   |
| 9e                                   | Bryan Coquard                        | France                               | Direct Énergie                       | 8                                    |
| 10e                                  | Shane Archbold                       | Nouvelle-Zélande                     | Bora-Argon 18                        | 7                                    |
| 11e                                  | Michael Matthews                     | Australie                            | Orica-BikeExchange                   | 6                                    |
| 12e                                  | Davide Cimolai                       | Italie                               | Lampre-Merida                        | 5                                    |
| 13e                                  | Samuel Dumoulin                      | France                               | AG2R La Mondiale                     | 4                                    |
| 14e                                  | Matti Breschel                       | Danemark                             | Cannondale-Drapac                    | 3                                    |
| 15e                                  | André Greipel                        | Allemagne                            | Lotto-Soudal                         | 2                                    |
| modifier                             |                                      |                                      |                                      |                                      |

|   | Coureur        | Pays        | Équipe                 | Secondes |
| - | -------------- | ----------- | ---------------------- | -------- |
| 1 | Mark Cavendish | Royaume-Uni | Dimension Data         | 10 s     |
| 2 | Marcel Kittel  | Allemagne   | Etixx-Quick Step       | 6 s      |
| 3 | Daniel McLay   | Royaume-Uni | Fortuneo-Vital Concept | 4 s      |

### Cols et côtes
| Col des Estaques (km 62) 3e catégorie (2 km à 6%) | Col des Estaques (km 62) 3e catégorie (2 km à 6%) | Col des Estaques (km 62) 3e catégorie (2 km à 6%) | Col des Estaques (km 62) 3e catégorie (2 km à 6%) | Col des Estaques (km 62) 3e catégorie (2 km à 6%) |
| ------------------------------------------------- | ------------------------------------------------- | ------------------------------------------------- | ------------------------------------------------- | ------------------------------------------------- |
|                                                   | Coureur                                           | Pays                                              | Équipe                                            | Point(s)                                          |
| 1er                                               | Jan Bárta                                         | Tchéquie                                          | Bora-Argon 18                                     | 2                                                 |
| 2e                                                | Yukiya Arashiro                                   | Japon                                             | Lampre-Merida                                     | 1                                                 |
| modifier                                          |                                                   |                                                   |                                                   |                                                   |

| Côte d'Aubin (km 71,5) 4e catégorie (1,3 km à 5,4%) | Côte d'Aubin (km 71,5) 4e catégorie (1,3 km à 5,4%) | Côte d'Aubin (km 71,5) 4e catégorie (1,3 km à 5,4%) | Côte d'Aubin (km 71,5) 4e catégorie (1,3 km à 5,4%) | Côte d'Aubin (km 71,5) 4e catégorie (1,3 km à 5,4%) |
| --------------------------------------------------- | --------------------------------------------------- | --------------------------------------------------- | --------------------------------------------------- | --------------------------------------------------- |
|                                                     | Coureur                                             | Pays                                                | Équipe                                              | Point(s)                                            |
| 1er                                                 | Yukiya Arashiro                                     | Japon                                               | Lampre-Merida                                       | 1                                                   |
| modifier                                            |                                                     |                                                     |                                                     |                                                     |

| \| Côte de Saint-Antonin-Noble-Val (km 149) 3e catégorie (3,2 km à 5,1%) \| Côte de Saint-Antonin-Noble-Val (km 149) 3e catégorie (3,2 km à 5,1%) \| Côte de Saint-Antonin-Noble-Val (km 149) 3e catégorie (3,2 km à 5,1%) \| Côte de Saint-Antonin-Noble-Val (km 149) 3e catégorie (3,2 km à 5,1%) \| Côte de Saint-Antonin-Noble-Val (km 149) 3e catégorie (3,2 km à 5,1%) \| \| --------------------------------------------------------------------- \| --------------------------------------------------------------------- \| --------------------------------------------------------------------- \| --------------------------------------------------------------------- \| --------------------------------------------------------------------- \| \| \| Coureur \| Pays \| Équipe \| Point(s) \| \| 1er \| Jan Bárta \| Tchéquie \| Bora-Argon 18 \| 2 \| \| 2e \| Yukiya Arashiro \| Japon \| Lampre-Merida \| 1 \| \| modifier \| \| \| \| \| |                 |          |               |          |
| Côte de Saint-Antonin-Noble-Val (km 149) 3e catégorie (3,2 km à 5,1%) |                 |          |               |          |
| | Coureur         | Pays     | Équipe        | Point(s) |
| 1er | Jan Bárta       | Tchéquie | Bora-Argon 18 | 2        |
| 2e | Yukiya Arashiro | Japon    | Lampre-Merida | 1        |
| modifier |                 |          |               |          |

## Classements à l'issue de l'étape

### Classement général
| \| Classement général \| Classement général \| Classement général \| Classement général \| Classement général \| \| Coureur \| Coureur \| Pays \| Équipe \| Temps \| \| ------------------ \| ------------------ \| ------------------ \| ------------------ \| ------------------ \| \| 1er \| Greg Van Avermaet \| Belgique \| BMC Racing Team \| 30 h 18 min 39 s \| \| 2e \| Julian Alaphilippe \| France \| Etixx-Quick Step \| + 5 min 11 s \| \| 3e \| Alejandro Valverde \| Espagne \| Movistar Team \| + 5 min 13 s \| \| 4e \| Joaquim Rodríguez \| Espagne \| Katusha \| + 5 min 15 s \| \| 5e \| Christopher Froome \| Royaume-Uni \| Team Sky \| + 5 min 17 s \| \| 6e \| Warren Barguil \| France \| Giant-Alpecin \| + 5 min 17 s \| \| 7e \| Nairo Quintana \| Colombie \| Movistar Team \| + 5 min 17 s \| \| 8e \| Pierre Rolland \| France \| Cannondale-Drapac \| + 5 min 17 s \| \| 9e \| Fabio Aru \| Italie \| Astana \| + 5 min 17 s \| \| 10e \| Dan Martin \| Irlande \| Etixx-Quick Step \| + 5 min 17 s \| |                    |             |                   |                  |
| |                    |             |                   |                  |
| Source : ProCyclingStats |                    |             |                   |                  |
| Classement général |                    |             |                   |                  |
| Coureur | Coureur            | Pays        | Équipe            | Temps            |
| 1er | Greg Van Avermaet  | Belgique    | BMC Racing Team   | 30 h 18 min 39 s |
| 2e | Julian Alaphilippe | France      | Etixx-Quick Step  | + 5 min 11 s     |
| 3e | Alejandro Valverde | Espagne     | Movistar Team     | + 5 min 13 s     |
| 4e | Joaquim Rodríguez  | Espagne     | Katusha           | + 5 min 15 s     |
| 5e | Christopher Froome | Royaume-Uni | Team Sky          | + 5 min 17 s     |
| 6e | Warren Barguil     | France      | Giant-Alpecin     | + 5 min 17 s     |
| 7e | Nairo Quintana     | Colombie    | Movistar Team     | + 5 min 17 s     |
| 8e | Pierre Rolland     | France      | Cannondale-Drapac | + 5 min 17 s     |
| 9e | Fabio Aru          | Italie      | Astana            | + 5 min 17 s     |
| 10e | Dan Martin         | Irlande     | Etixx-Quick Step  | + 5 min 17 s     |

### Classement par points
| Classement par points | Classement par points | Classement par points | Classement par points | Classement par points |
| --------------------- | --------------------- | --------------------- | --------------------- | --------------------- |
|                       | Coureur               | Pays                  | Équipe                | Point(s)              |
| 1er                   | Mark Cavendish        | Royaume-Uni           | Dimension Data        | 204 points            |
| 2e                    | Marcel Kittel         | Allemagne             | Etixx-Quick Step      | 182 pts               |
| 3e                    | Peter Sagan           | Slovaquie             | Tinkoff               | 175 pts               |
| 4e                    | Bryan Coquard         | France                | Direct Énergie        | 112 pts               |
| 5e                    | André Greipel         | Allemagne             | Lotto-Soudal          | 89 pts                |
| 6e                    | Alexander Kristoff    | Norvège               | Katusha               | 74 pts                |
| 7e                    | Greg Van Avermaet     | Belgique              | BMC Racing            | 67 pts                |
| 8e                    | Edward Theuns         | Belgique              | Trek-Segafredo        | 64 pts                |
| 9e                    | Michael Matthews      | Australie             | Orica-BikeExchange    | 57 pts                |
| 10e                   | Julian Alaphilippe    | France                | Etixx-Quick Step      | 50 pts                |
| modifier              |                       |                       |                       |                       |

### Classement du meilleur grimpeur
| Classement du meilleur grimpeur | Classement du meilleur grimpeur | Classement du meilleur grimpeur | Classement du meilleur grimpeur | Classement du meilleur grimpeur |
| ------------------------------- | ------------------------------- | ------------------------------- | ------------------------------- | ------------------------------- |
|                                 | Coureur                         | Pays                            | Équipe                          | Point(s)                        |
| 1er                             | Thomas De Gendt                 | Belgique                        | Lotto-Soudal                    | 13 points                       |
| 2e                              | Greg Van Avermaet               | Belgique                        | BMC Racing                      | 11 pts                          |
| 3e                              | Jasper Stuyven                  | Belgique                        | Trek-Segafredo                  | 5 pts                           |
| 4e                              | Andriy Grivko                   | Ukraine                         | Astana                          | 5 pts                           |
| 5e                              | Jan Bárta                       | Tchéquie                        | Bora-Argon 18                   | 4 pts                           |
| 6e                              | Yukiya Arashiro                 | Japon                           | Lampre-Merida                   | 3 pts                           |
| 7e                              | Paul Voss                       | Allemagne                       | Bora-Argon 18                   | 2 pts                           |
| 8e                              | Rafał Majka                     | Pologne                         | Tinkoff                         | 2 pts                           |
| 9e                              | Armindo Fonseca                 | France                          | Fortuneo-Vital Concept          | 1 pt                            |
| 10e                             | Markel Irizar                   | Espagne                         | Trek-Segafredo                  | 1 pt                            |
| modifier                        |                                 |                                 |                                 |                                 |

### Classement du meilleur jeune
| Classement général du meilleur jeune | Classement général du meilleur jeune | Classement général du meilleur jeune | Classement général du meilleur jeune | Classement général du meilleur jeune |
|                                      | Coureur                              | Pays                                 | Équipe                               | Temps                                |
| ------------------------------------ | ------------------------------------ | ------------------------------------ | ------------------------------------ | ------------------------------------ |
| 1er                                  | Julian Alaphilippe                   | France                               | Etixx-Quick Step                     | en 30 h 23 min 49 s                  |
| 2e                                   | Warren Barguil                       | France                               | Giant-Alpecin                        | + 6 s                                |
| 3e                                   | Wilco Kelderman                      | Pays-Bas                             | Lotto NL-Jumbo                       | + 6 s                                |
| 4e                                   | Adam Yates                           | Royaume-Uni                          | Orica-BikeExchange                   | + 6 s                                |
| 5e                                   | Louis Meintjes                       | Afrique du Sud                       | Lampre-Merida                        | + 17 s                               |
| modifier                             |                                      |                                      |                                      |                                      |

### Classement par équipes
| Classement par équipes | Classement par équipes | Classement par équipes | Classement par équipes |
|                        | Équipe                 | Pays                   | Temps                  |
| ---------------------- | ---------------------- | ---------------------- | ---------------------- |
| 1re                    | BMC Racing             | États-Unis             | en 91 h 8 min 23 s     |
| 2e                     | Sky                    | Royaume-Uni            | + 3 min 36 s           |
| 3e                     | Movistar               | Espagne                | + 4 min 12 s           |
| 4e                     | Tinkoff                | Russie                 | + 4 min 47 s           |
| 5e                     | Astana                 | Kazakhstan             | + 7 min 17 s           |
| modifier               |                        |                        |                        |